# Declaración de guerra (película)
Declaración de Guerra (del francés: La Guerre est déclarée) es una película de origen francés dirigida por Valérie Donzelli, se estrenó el 27 de mayo de 2011 en el Festival de Cannes. Relata la historia de dos jóvenes padres que deben hacer frente a la enfermedad de su hijo, se inspira directamente en la vida de Donzelli y Jérémie Elkaïm.

## Sinopsis
Julieta y Romeo se enamoran a primera vista, poco tiempo después de conocerse tienen un hijo: Adam, quien automáticamente cambia sus vidas. Cuando Adam cumple 18 meses sus padres notan ciertas irregularidades que los motivan a realizarle estudios médicos, los cuales revelan que Adam está enfermo de gravedad. A partir de este momento, Julieta y Romero dedicarán sus vidas a salvar la de su hijo.

## Reparto
- Valérie Donzelli: Julieta
- Jérémie Elkaïm: Roméo Benaïm

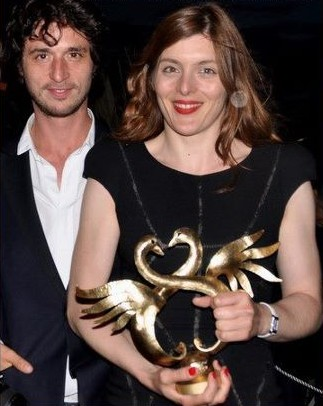
Valérie Donzelli y Jérémie Elkaïm

- César Desseix: Adam (18 meses de edad)
- Gabriel Elkaïm: Adam (8 años)
- Brigitte Sy: Claudia, madre de Roméo
- Elina Löwensohn: Alex, pareja de Claudia
- Michèle Moretti: Geneviève, madre de Julieta
- Philippe Laudenbach: Philippe, padre de Julieta
- Bastien Bouillon: Nikos
- Béatrice De Staël: Doctora Prat, pediatra
- Anne Le Ny: Doctora Fitoussi, neuróloga
- Frédéric Pierrot: Doctor Sainte-Rose, neurocirujano

## Banda sonora
- Frustration: Blind
- Georges Delerue: tema de Radioscopie
- Jean-Sébastien Bach: Minueto de la 2ª suite en si menor, BWV1067
- Vivaldi: Cessate, omai cessate
- Jacqueline Taïeb: La Fac de lettres
- Ton grain de beauté, canción escrita por Benjamin Biolay e interpretada por Valérie Donzelli y Jérémie Elkaïm
- Yuksek: Break Ya
- Vivaldi: Las cuatro estaciones
- Luiz Bonfá: Manha de carnaval de la banda sonora de Orfeo negro (versión orquestal)
- Ennio Morricone: tema de La cosa buffa de Aldo Lado (1973)
- 5 Gentlemen: Si tu reviens chez moi
- Jacques Higelin: Je ne peux plus dire je t'aime, interpretada por Alice Gastaut y Adrien Antoine
- Jacques Offenbach: La vida parisina
- Sébastien Tellier: Une vie de papa
- Laurie Anderson: O Superman
- Peter Von Poehl: The Bell Tolls Five
- Jacno: Rectangle

- Datos: Q1033136
- Multimedia: La guerre est déclarée / Q1033136